# 불붙는 난간
《불붙는 난간》은 한국방송공사 1TV 특집드라마이다.

## 제작진
- 극본 : 송영목
- 연출 : 이성주

## 출연진
- 송채환 : 강유희 역
- 염정아 : 이수진 역
- 이명수
- 이순재 : 이정준 역
- 조재현 : 이신욱 역
- 최우혁